# Will Wright (informatico)
Will Wright (Atlanta, 20 gennaio 1960) è un autore di videogiochi e informatico statunitense.
Will Wright è uno degli sviluppatori più innovativi nell'ambito dei videogiochi di stampo strategico-gestionale. Il suo nome fin dalla fine degli anni ottanta è associato a quello di "Sim". Con questo prefisso creò insieme al suo team di sviluppo il suo primo grande gioco: Sim City, ed in seguito, nel 2000, il famosissimo e venduto The Sims. Insieme a Jeff Braun, è uno dei fondatori della Maxis, un'azienda sviluppatrice di videogiochi ora acquisita da Electronic Arts.

## Lavoro

### La rivoluzione diSim City
Per la prima volta non si chiedeva ad un videogiocatore di sterminare orde di nemici, ma di gestire con giudizio una città nelle vesti di primo cittadino. Questo fece di Sim City un campione di incassi e rappresentò il biglietto di ingresso di Will nell'Olimpo dei grandi sviluppatori, guadagnando premi da importanti riviste del settore e notorietà.
La sua azienda Maxis fu acquistata dal gigante dei videogame Electronic Arts, che commissionò immediatamente un seguito di Sim City. La serie ora si trova alla sesta versione SimCity.

### The Sims
Ma Will nel frattempo covava un progetto ambizioso, che si concretizzò nel 1999 con l'uscita di un titolo che da allora non ha mai abbandonato, nelle varie incarnazioni, le classifiche dei videogiochi più venduti: The Sims. In questo nuovo simulatore si chiedeva semplicemente al giocatore di svolgere le mansioni tipiche in una famiglia, adempiendo alle necessità degli incontentabili Sim fino a portarli alla ricchezza. La struttura non lineare e la grande (per l'epoca) intelligenza artificiale fecero di The Sims un vero e proprio fenomeno di costume a livello mondiale.
Sette espansioni hanno accompagnato il primo The Sims, facendolo diventare uno dei titoli più venduti nella storia dei giochi per PC.
Nel 2004, The Sims 2 ha ripetuto il successo del precedente, con ben otto espansioni, sette stuff pack e varie edizioni deluxe.
Inoltre il 2 giugno 2009 è uscito negli U.S.A., ed il 5 giugno 2009 nel resto del mondo, The Sims 3, il terzo capitolo della saga di The Sims, che presenta innovazioni e novità come:
- Possibilità di spostarsi liberamente senza censure con auto, biciclette o a piedi nel quartiere
- Visitare altri lotti familiari conoscendo le famiglie che vi ci abitano
- Un nuovo C.A.S. (Create a Sim), personalizzabile al massimo
- Personalizzazione dei tratti caratteriali dei sims
- Introduzione di nuovi oggetti, nuove carriere e più premi carriere
- Nuovo pannello di avvio ed una diversa schermata di installazione, con l'abbandono di Sim Sala Bim (presente durante l'installazione di The Sims 2)
- Innovativo tool di personalizzazione che permette di cambiare temi e colori di qualunque oggetto nel gioco

Nel 2014, invece, è uscito il quarto (e attualmente ultimo) capitolo della serie di The Sims, The Sims 4. Il gioco presenta nuove funzionalità, ad esempio:
- Il C.A.S. è totalmente nuovo: basta muovere il mouse sulle parti del corpo e del viso da personalizzare (senza l'uso di slider) e modificare ogni singola componente isolatamente. Il sim può avere diverse corporature e diversi livello di muscolo o grasso, la pelle ha diverse tonalità e in un update risalente al 2020 è possibile personalizzare anche i colori e sottotoni di carnagione e trucchi.
- Anche se inizialmente erano stati rimossi, sono presenti i fantasmi, la morte (in persona!), le piscine e la fase di crescita "bebè"
- I lotti sono molto più personalizzabili e ampi: nuovi mobili, accessori, muri e pavimenti
- Adesso le emozioni contano: in base a ciò che i sim fanno, i loro sentimenti cambiano, e di conseguenza, in base a ciò che provano i sim, le azioni che possono compiere variano. È tutto nelle mani del giocatore.

Inoltre vi sono diversi Stuff Pack ed espansioni disponibili, oltre che continui e numerosi aggiornamenti che migliorano sempre di più il gioco.

### Nuovi progetti
Will Wright è tornato a far parlare di sé, annunciando lo sviluppo di un titolo rivoluzionario. Con Spore si chiede al giocatore di gestire l'evoluzione di un ecosistema planetario, creando una razza animale a propria fantasia ed evolverla nei millenni, fino a farle esplorare gli estremi confini dello spazio.
Dopo la pubblicazione di Spore nell'aprile del 2009 ha annunciato il suo abbandono dell'Electronic Arts. Wright ha annunciato il suo arrivo alla The Stupid Fun Club, una società che si occupa di divertimento a largo spettro. La società svilupperà soluzioni per l'intrattenimento su TV, giochi e Internet. L'accordo prevede che Wright entri in possesso di una quota della società e che abbia diritto di prelazione sull'acquisto dei prodotti sviluppati dalla stessa.

## Ludografia
Nella sua carriera Will Wright ha concepito:
- SimCity, SimCity 2000, SimCity 3000
- SimEarth
- SimCopter
- SimAnt
- The Sims, The Sims 2, The Sims 3, The Sims 4
- Spore

## Apparizioni in altre serie
Will Wright appare nel penultimo videogioco de I Simpson intitolato appunto I Simpson - Il videogioco come personaggio cattivo nel tentativo di eliminare gli antenati dei Simpson a 8 bit.